# 伯納德·拉加特
伯納德·拉加特（英語：Bernard Kipchirchir Lagat，1974年12月12日—）是美籍肯尼亚中长跑和长跑运动员。
拉加特出生在肯尼亚的卡普薩貝特，在加入美國國籍前代表肯尼亞參賽。
他是美国室内1500米和1英里賽跑的纪录保持者以及室外1500米、3000米和5000米賽跑的纪录保持者，也是肯尼亚室外1500米纪录保持者。拉加特是史上第二快的1500米選手，仅次于希沙姆·格鲁杰。
拉加特是五届奥运会选手，曾参加过2000年、2004年、2008年、2012年和2016年奥运会，是十三次世锦赛和奥运会奖牌得主，其中金牌有五枚。拉加特41岁时參加里约奥运会5000米决赛並获得第5名。